# Burg Marksdorf

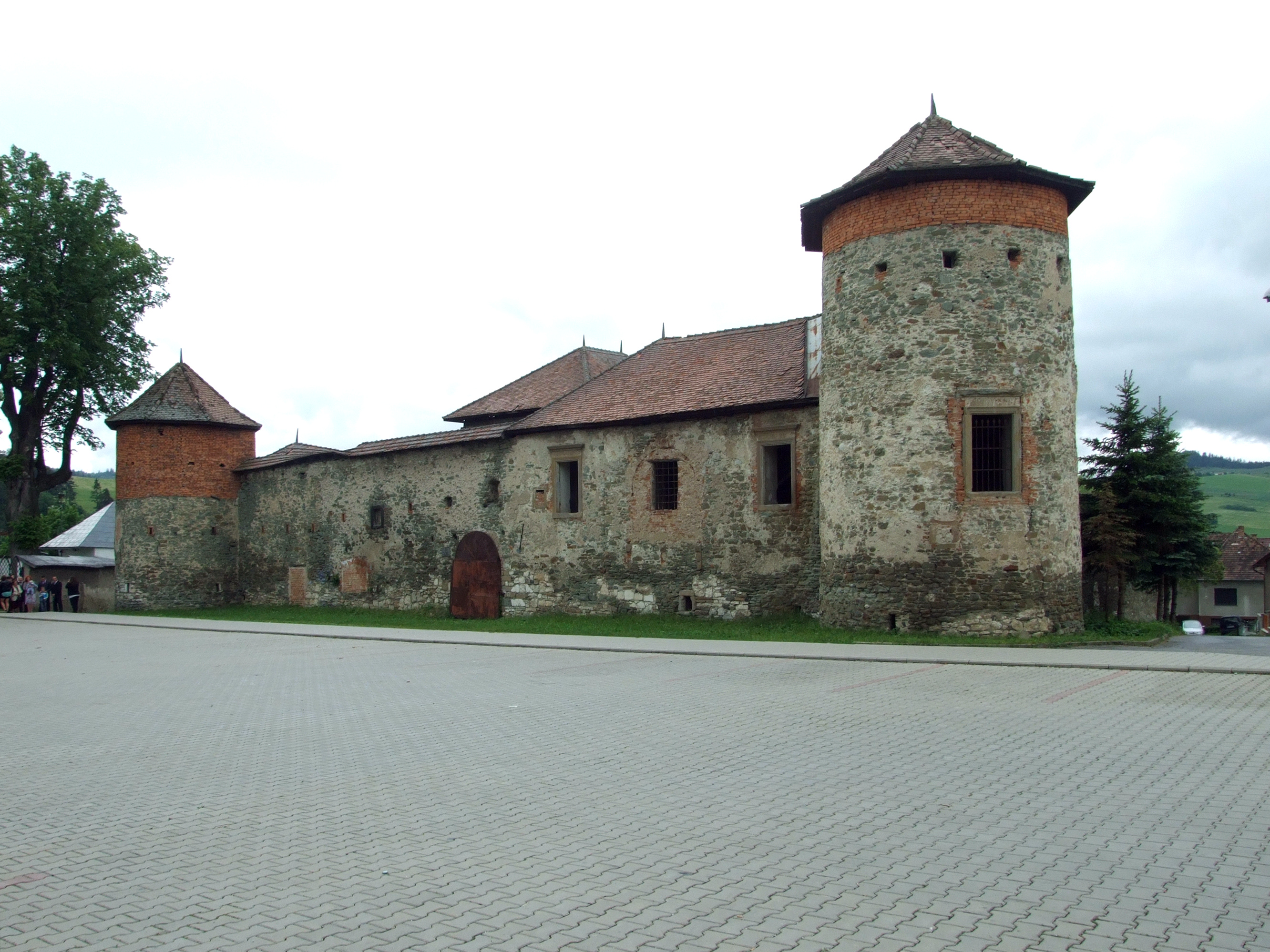
Burg Marksdorf (2013)

Burg Marksdorf (slowakisch Markušovský hrad) ist die Ruine einer Höhenburg im slowakischen Markušovce (Marksdorf) in der Nähe von Spišská Nová Ves (Zipser Neudorf).

## Geschichte
Während des Mongolensturms im Jahr 1241 wurde das Gebiet des heutigen Marksdorf verwüstet. Nachdem die Mongolen Ungarn verlassen hatten, ließ Markus, der Sohn von Gol, die Siedlung wiederherstellen und warb deutsche Siedler an. Nach Markus trug der Ort nun den Namen Markušovce – Marksdorf. Nach Überlieferung erhielt Markus ältester Sohn 1284 die Erlaubnis, eine Burg in der Gegend von Markušovice zu errichten.
Der Ort gehörte später den Máriássy, danach den Wieland. Im Jahr 1486 übernahm Štefan Máriássy die Verwaltung des Familienbesitzes und ließ die Burg nach Zerstörungen wieder aufbauen und erweitern. Der Wiederaufbau der Burg stieß jedoch bei den Städten Zips, insbesondere bei Leutschau, auf Widerstand. Die Städte sahen mit der Beherrschung der Hochlandstraße durch die starke Burg der Máriássy ihre Interessen gefährdet. Deshalb erwirkten sie, dass Vladislav II.  1507 den Ausbau der Burg Marksdorf verbot. Schließlich kam es doch zu einer Einigung, nach der die Burg ausgebaut werden durfte, aber nicht mit einem Wassergraben geschützt werden durfte.
Nach dem Tod von Štefan im Jahr 1516 ging die Burg in die Hände seines Sohnes František über, der jedoch 1526 nach der Schlacht von Mohács die Wahl von Johann Zápolya zum König von Ungarn unterstützte. König Ferdinand erklärte die Anhänger der Verräter von Zápolya zu Hochverrätern. Die Leutschauer nutzten dies und griffen 1527 Marksdorf an, das sie eroberten, plünderten und verwüsteten.

## Baubestand
Die Überreste der Burg befinden sich auf einem felsigen Hügel oberhalb der Dorfkirche St. Michael. Bis vor kurzem hatten die erhaltenen Räume im östlichen Teil eine Holzbalkendecke.
An der nordöstlichen und der südöstlichen Ecke bestanden Bastionen, am westlichen Ende der Burg ein 17 × 10 m großer Palas. Nach dem Wiederaufbau der Renaissance ist der Palas als ein vierflügeliges unregelmäßiges Gebäude mit rechteckigem Grundriss, kreisförmigen Eckbastionen und einem schmalen Innenhof erhalten geblieben, der an der West- und Ostseite durch halbkreisförmige Tore zugänglich ist.
Bei der Restaurierung der Burg 2018 wurden auch Fundamente eines Wohnturms aus der Wende vom 14. zum 15. Jahrhundert entdeckt.